# Haruki Seto
Haruki Seto (Toyama, 14 maart 1978) is een voormalig Japans voetballer.